# Mallory Swanson
Mallory Diane Swanson (geb. Pugh; * 29. April 1998 in Highlands Ranch, Colorado) ist eine US-amerikanische Fußballspielerin. Sie spielte 2016 erstmals für die Frauen-Fußballnationalmannschaft der Vereinigten Staaten und steht seit 2021 bei den Chicago Red Stars unter Vertrag. Mit einem Alter von 19 Jahren, 1 Monat und 4 Tagen bei ihrem ersten Tor am 3. Juni 2017 ist sie die jüngste Torschützin der NWSL-Geschichte. 2024 gewann sie mit der Mannschaft die olympische Goldmedaille, wobei sie den Siegtreffer im Finale erzielte.

## Karriere

### Verein
Während ihres ab 2016 geplanten Studiums an der University of California, Los Angeles hätte Pugh für die dortige Hochschulmannschaft der UCLA Bruins auflaufen sollen. Im Januar 2016 berichteten jedoch mehrere Medien, dass sie womöglich direkt nach ihrem Highschool-Abschluss eine Profilaufbahn einschlagen könnte, ähnlich wie Lindsey Horan wenige Jahre zuvor. Diese Meldung wurde wenige Tage später dementiert, und Pugh schrieb sich an der UCLA ein. In der Folge ließ sie allerdings die College-Saison 2016 aus, um mit der Nationalmannschaft der Vereinigten Staaten an den Olympischen Sommerspielen teilzunehmen. Im April 2017 verließ Pugh die Bruins, ohne ein Spiel absolviert zu haben, und begann stattdessen ihre Profikarriere bei der Franchise der Washington Spirit.
In 16 Spielen für ihr Team erzielte sie als beste Torschützin der Mannschaft sechs Tore. Die Mannschaft belegte in der Abschlusstabelle aber nur den letzten Platz. 2018 konnte sich das Team um einen Platz verbessern. Da sie am 28. Mai in einem Spiel gegen die Houston Dash eine Knieverletzung erlitt, fiel sie für zwei Monate aus und kam nur auf 15 Spiele insgesamt, in denen ihr zwei Tore gelangen. In der Saison 2019 hatte sie nur neun Einsätze, in denen ihr wieder zwei Tore gelangen. Zur Saison 2020 wechselte sie zu Sky Blue FC, bedingt durch die COVID-19-Pandemie hatte sie dort aber nur einen Einsatz. Zur Saison 2021 wechselte sie zu den Chicago Red Stars. Hier kam sie in 25 Spielen zum Einsatz und erzielte fünf Tore, darunter das 1:0-Siegtor in der ersten Runde der Playoffs gegen NJ/NY Gotham FC. Nach einem 2:0 im Halbfinale gegen Portland Thorns FC erreichten sie das Finale, das aber mit 1:2 nach Verlängerung gegen Washington Spirit verloren wurde. Im April 2023 zog sie sich einen Riss der Patellasehne im linken Knie zu.
2024 wurde sie für den Ballon d’Or féminin nominiert.

### Nationalmannschaft
Mit der U-17-Nationalmannschaft der Vereinigten Staaten nahm Pugh im Jahr 2013 an der CONCACAF U-17-Meisterschaft der Frauen teil und belegte dort den dritten Rang. Allerdings verpassten die USA durch die Halbfinalniederlage im Elfmeterschießen gegen Mexiko die U-17-Fußball-Weltmeisterschaft der Frauen 2014. Sie war die jüngste Spielerin der U-20-Mannschaft bei der U-20-Fußball-Weltmeisterschaft der Frauen 2014 in Kanada. Im zweiten Gruppenspiel gegen Brasilien musste sie verletzungsbedingt in der 37. Minute ausgewechselt werden, stand aber wie zuvor im nächsten Spiel gegen China und im Viertelfinale gegen Nordkorea wieder in der Startelf. Das Viertelfinale wurde im Elfmeterschießen verloren, sie war aber in der 83. Minute ausgewechselt worden. 2015 gewann sie mit der US-Auswahl die CONCACAF U-20-Meisterschaft der Frauen und wurde dort sowohl Torschützenkönigin, als auch zur besten Spielerin gewählt.
Am 23. Januar 2016 debütierte Pugh bei einem Freundschaftsspiel gegen Irland in der US-Nationalmannschaft und erzielte nach ihrer Einwechslung für Alex Morgan den 5:0-Endstand. Sie war dabei die jüngste Debütantin der letzten elf Jahre.
Sie gehörte ebenfalls zum Kader für das Qualifikationsturnier für die Olympischen Sommerspiele 2016, das die USA gewannen. Dabei kam sie in allen Spielen zum Einsatz, wobei sie im Halbfinale und Finale sowie gegen Puerto Rico im letzten Gruppenspiel in der Startelf stand und jeweils ausgewechselt wurde, während sie in den ersten beiden Gruppenspielen jeweils eingewechselt wurde.
Beim SheBelieves Cup 2016 bereitete sie im zweiten Spiel gegen Frankreich in der ersten Minute der Nachspielzeit den 1:0-Siegtreffer durch Alex Morgan vor.
Bei den Olympischen Spielen in Rio de Janeiro kam sie in zwei Gruppenspielen und dem Viertelfinale zum Einsatz. Im Gruppenspiel gegen Kolumbien erzielte sie den Treffer zur zwischenzeitlichen 2:1-Führung (Endstand 2:2). Insgesamt kam sie 2016 in 17 der 25 Länderspiele zum Einsatz.
Bei der U-20-Fußball-Weltmeisterschaft der Frauen 2016 in Papua-Neuguinea im Dezember 2016 war sie Kapitänin des US-Teams, das den vierten Platz belegte.
2017 brachte sie es auf zwölf Spiele, aufgrund eines Muskelfaserrisses konnte sie die letzten drei Spiele des Jahres nicht mitmachen und konnte auch 2018 aufgrund einer Knieverletzung nicht immer nominiert werden. Beim gewonnenen SheBelieves Cup 2018 stand sie dreimal in der Startelf und erzielte beim 1:1 gegen Frankreich das erste Tor. Beim gewonnenen CONCACAF Women’s Gold Cup 2018 wurde sie in vier Spielen eingesetzt. Durch den Sieg beim Gold Cup qualifizierten sich die USA für die WM 2019. Am 1. Mai 2019 wurde sie für die WM 2019 nominiert. Sie war zuvor bei den sieben Länderspielen des Jahres eingesetzt worden, in denen sie drei Tore erzielen konnte. Bei der WM kam sie in den drei Gruppenspielen zum Einsatz. Im ersten Gruppenspiel gegen Thailand wurde sie in der 69. Minute eingewechselt und erzielte 15 Minuten später das Tor zum 11:0 (Endstand 13:0). Im zweiten Gruppenspiel gegen Chile, bei dem die meisten Stammspielerinnen nicht eingesetzt wurden, spielte sie über 90 Minuten und im letzten Gruppenspiel gegen Schweden wurde sie in der 83. Minute eingewechselt. In der K.-o.-Runde kam sie dann nicht mehr zum Einsatz.
Beim SheBelieves Cup 2020 hatte sie einen knapp halbstündigen Kurzeinsatz. Nachdem nach der COVID-19-bedingten Länderspielpause wieder ein Kader nominiert wurde, konnte sie verletzungsbedingt nicht berücksichtigt werden. Auch für die um ein Jahr wegen der Pandemie verschobenen Olympischen Spiele wurde sie nicht nominiert.
Im September 2021 wurde sie dann für zwei Spiele gegen Paraguay nominiert. Sie wurde dann auch in den beiden Spielen eingesetzt, ebenso im Oktober bei zwei Spielen gegen Südkorea.
Die Frauen WM 2023 verpasste Swanson aufgrund ihrer Knieverletzung.
Am 26. Juni 2024 wurde sie für die Olympischen Spiele in Paris nominiert. Sie wurde beim Goldmedaillengewinn in den sechs Spielen ihrer Mannschaft eingesetzt und erzielte vier Tore, darunter im Finale gegen Brasilien, ihrem 100. Länderspiel, den 1:0-Siegtreffer.

## Privatleben
Im Dezember 2022 heiratete sie den Baseball-Spieler Dansby Swanson und nahm seinen Namen an.

## Erfolge
- Siegerin der CONCACAF U-20-Meisterschaft der Frauen 2015
- Torschützenkönigin der CONCACAF U-20-Meisterschaft der Frauen 2015
- Siegerin des SheBelieves Cup 2016, 2018, 2020 und 2022
- Siegerin des CONCACAF Women’s Gold Cup 2018
- Gewinn der Fußball-Weltmeisterschaft der Frauen 2019
- Olympische Spiele 2024: Goldmedaille

## Auszeichnungen
- Beste Spielerin der CONCACAF U-20-Meisterschaft der Frauen 2015
- MVP der Washington Spirit 2017[17]